# Viveca Hollmerus
Viveca Hollmerus, född 29 mars 1920 i Helsingfors, död 2004 i Cambridge, Storbritannien, var en finlandssvensk författare och illustratör.

## Biografi
Viveca Hollmerus var dotter till rektorn, fil. dr Ragnar Hollmerus och författarinnan Margit von Willebrand-Hollmerus. Hon tog studentexamen vid Brobergska samskolan i Helsingfors. Från 1938 var hon gift med direktören, fil. mag. Eric Bargum, och fick med honom tre barn, bland dem författaren Johan Bargum. År 1954 gifte hon om sig med den brittiske diplomaten sir James Cable, som var ambassadör i Finland 1975–80; tillsammans fick de en son.

### Medverkande
- Margit von Willebrand-Hollmerus, Filurer på resa, ill. (Stockholm: Fahlcrantz, 1936)
- Margit von Willebrand-Hollmerus, Små gröna troll, ill. (Helsingfors: Söderström, 1965)

## Priser och utmärkelser
- 1951 – Svenska Dagbladets litteraturpris (delat med Per Anders Fogelström, Willy Kyrklund och Staffan Larsson)